# Aus der Tiefen rufe ich, Herr, zu dir
Aus der Tiefen rufe ich, Herr, zu dir (Des profondeurs, je crie vers toi, Seigneur), (BWV 131), est une cantate religieuse de Johann Sebastian Bach composée à Mühlhausen en 1707.

## Histoire et livret
Le texte ne contient pas de poésie libre mais est tiré du Psaume 130 (129) et des versets 2 et 5 du choral « Herr Jesu Christ, du höchstes Gut » de Bartholomäus Ringwaldt (1588). Ces deux textes sont des suppliques pour le pardon des péchés. On en a donc inféré que Bach a écrit cette cantate comme une actions de grâces, peut-être en relation avec un incendie qui détruisit une grande partie du centre-ville de Mülhausen peu avant son arrivée dans la ville. Quoi qu'il en soit, aucune documentation d'époque ne mentionne ce service. Il n'est pas exclu qu'il s'agisse d'une composition pour des funérailles comme dans le cas de l'« Actus Tragicus » (BWV 106).
Cette cantate est l'une des toutes premières que Bach ait écrites, sinon la première.
Une note manuscrite du compositeur indique que l’œuvre a été commissionnée en 1707 ou 1708 durant son séjour à Mühlhausen par Georg Christian Eilmar, pasteur de la Marienkirche. Albert Schweitzer écrit dans sa biographie « Johann Sebastian Bach » que ce pasteur doit avoir été « un grand admirateur de la musique religieuse et un ami personnel de Bach ». Le fait que Bach ne travaillait pas dans cette église fait penser aux spécialistes que le commanditaire de Bach n'était pas intéressé par le travail du jeune organiste.
Le style et l'étendue de la composition suggèrent une origine en 1707, c'est-à-dire au début du séjour de Bach à Muhlhausen.

## Structure et instrumentation
La cantate est écrite pour violon, hautbois, basson, deux altos et basse continue avec quatre solistes (soprano, contralto, ténor, basse), chœur à quatre voix.
Il y a cinq mouvements :
1. chœur : Aus der Tiefen rufe ich, Herr, zu dir
2. arioso et choral (basse, soprano) : So du willst, Herr, Sünde zurechnen, Herr
3. chœur : Ich harre des Herrn, meine Seele harret
4. aria et choral (ténor, contralto) : Meine Seele wartet auf den Herrn von einer Morgenwache
5. choral : Israel hoffe auf den Herrn

Dans la ligne mélodique qui forme le début, un madrigalisme traduit l'idée de profondeur du texte « Des profondeurs »… :

## Musique
D'un point de vue formel, la cantate montre de nombreuses similitudes avec la cantate Gottes Zeit ist die allerbeste Zeit (BWV 106) composée peu auparavant. Comme d'habitude dans les premières cantates de Bach il n'y a ni récitatif ni da capo, les phrases se fondent les unes dans les autres avec des tempos contrastés. La séquence suivante montre une structure symétrique :
- sinfonia/tutti (adagio–vivace)
- solo (basse) avec choral et Cantus firmus au soprano (andante)
- tutti (adagio–largo–adagio)
- solo (ténor) avec choral et Cantus firmus à l'alto (lento)
- tutti (adagio–un poc' allegro–adagio–allegro–adagio)

La thématique du deuil et de la supplication est décrite de façon expressive par les instruments et le chant, par exemple le passus duriusculus (de). L'ouvrage révèle déjà la grande maîtrise du jeune compositeur dans cette cantate qui est l'une des plus connues de J.S. Bach.

## 131a
La fugue pour orgue en sol mineur, BWV 131a, est en fait un arrangement des 45 dernières mesure du choral de conclusion « Israel hoffe auf den Herrn ».

### Source
- Gilles Cantagrel, Les cantates de J.-S. Bach : textes, traductions, commentaires, Paris, Fayard, 24 mars 2010, 1665 p. (ISBN 978-2-213-64434-9).